# Андеј
Андеј (фр. Hendaye) је насељено место у Француској у региону Аквитанија, у департману Атлантски Пиринеји.
По подацима из 2011. године у општини је живело 15.976 становника, а густина насељености је износила 2009,56 становника/km².

## Демографија
| 1962. | 1968. | 1975. | 1982.  | 1990.  | 2011.  |
| ----- | ----- | ----- | ------ | ------ | ------ |
| 7.204 | 8.006 | 9.470 | 10.572 | 11.578 | 15.976 |